# The Briggs
The Briggs американський панк-рок гурт з міста Лос-Анджелес, Каліфорнія. Гурт засновано у 1999 році під назвою «I Decline» братами Джої та Джейсоном Ларокка та бас-гітаристом Меттью «Duck» Столярц. У 2001, коли до них приєднався барабанщик Кріс Арредондо (a.k.a. Chris X) гурт змінив назву на The Briggs. Гурт виступав на одній сцені з такими гуртами як Dropkick Murphys, Bad Religion, Anti-Flag та Flogging Molly. Вони також брали участь у Vans Warped Tour in 2002, 2004, 2007 та 2008. The Briggs видали четвертий студійний альбом Come All You Madmen на лейблі SideOneDummy Records 17 червня 2008 року. Їх пісня This is LA грає перед виступом команд Los Angeles Galaxy та Los Angeles Kings під час їх домашніх ігор.
Їх пісня «Harder To Stand» з альбому «Back to Higher Ground» є саундтреком до фільму Великий Стен (2008).
Після короткої перерви, гурт повернувся до студії у 2012 та записав пісню «Panic» і відео на неї, 1 травня 2012 року.
Весною 2015, The Briggs видали однойменний міні-альбом, що містить 4 треки. Альом було видано власними силами на 7" вінілі, CD-дисках та за допомогою цифрової дистрибуції. Також альбом містить сингл «Panic», виданий раніше.

## Учасники гурту
Поточні учасники
- Джейсон Ларокка — вокал, гітара
- Джої Ларокка — вокал, гітара
- Джейк Марголіс — ударні, перкусія
- Дерік Енві — бас-гітара
- Тревор Джексон — додаткова гітара

Колишні учасники
- Кріс Арредондо — ударні
- Алекс Паттерсон — бас-гітара/vox
- Меттью «Duck» Столярц — бас-гітара/vox (1999—2003)
- Омар Еспіноса — бас-гітара/vox (2003—2004)
- Бен Крокетт — бас-гітара/vox (2004—2005)
- Чарлі Кертіс — бас-гітара/vox
- Річард Санчес — бас-гітара/vox
- Раян Робертс — бас-гітара/vox
- Джейк Марголіс — ударні (2009—2010)

## Дискографія

### Студійні альбоми
- Is This What You Believe (2001, Northeast Records)
- Numbers (2003, Disaster Records)
- Back to Higher Ground (2006, SideOneDummy Records)
- Come All You Madmen (2008, SideOneDummy Records)

### Міні-альбоми
- Leaving The Ways EP (2004, SideOneDummy Records)
- The Westlake Sessions EP (2007, SideOneDummy Records)
- The Briggs EP (2015, This Is LA Records)

## Музичні відео
- Bored Teenager (2003)
- One Shot Down (2004)
- Wasting Time (2006)
- Charge Into the Sun (2008)
- Panic! (2012)
- Punks in Vegas Sessions (2015)[1]